# 小行星8677
小行星8677（8677 Charlier）是一颗绕太阳运转的小行星，为主小行星带小行星。该小行星于1992年3月2日发现。

## 轨道参数
小行星8677的轨道半长轴为2.9804668 UA，离心率为0.097。